# ناثانيل ألين
ناثانيل ألين (بالإنجليزية: Nathaniel Allen)‏ هو سياسي أمريكي، ولد في 1780 في إيست بلومفيلد في الولايات المتحدة، وتوفي في 22 ديسمبر 1832 في لويفيل في الولايات المتحدة. حزبياً، نشط في الحزب الجمهوري. وقد انتخب عضو مجلس النواب الأمريكي.